# Rouvroy-sur-Serre
Rouvroy-sur-Serre – miejscowość i gmina we Francji, w regionie Hauts-de-France, w departamencie Aisne.
Według danych na styczeń 2014 roku gminę zamieszkiwały 43 osoby, a gęstość zaludnienia wynosiła 11,1 osób/km².